# Jorma Härkönen
Jorma Härkönen (Finlandia, 17 de mayo de 1956) es un atleta finlandés retirado especializado en la prueba de 800 m, en la que ha conseguido ser medallista de bronce europeo en 1982.

## Carrera deportiva
En el Campeonato Europeo de Atletismo de 1982 ganó la medalla de bronce en los 800 metros, con un tiempo de 1:46.90 segundos, llegando a meta tras el alemán Hans-Peter Ferner y el británico Sebastian Coe.